# Elite (Luik)
Elite is een Belgisch historisch merk van fietsen en motorfietsen.
Dit bedrijf van P. Counotte produceerde aanvankelijk fietsen, maar in 1931 bouwde men in deze fietsframes 98cc-Sachs-tweetaktblokjes met twee versnellingen. Ze verkochten echter slecht en Counotte hield het hierna weer bij fietsen.
Er was nog een merk met deze naam: zie Elite (Schönau).